# Rumänische Eishockeynationalmannschaft
Die rumänische Eishockeynationalmannschaft ist die nationale Eishockeyauswahlmannschaft Rumäniens, die vom rumänischen Eishockeyverband geführt wird. Die Mannschaft der Männer wird nach der Weltmeisterschaft 2017 in der IIHF-Weltrangliste auf Platz 29 geführt, die der Frauen auf Platz 36.
Über mehrere Jahre nahm die Herrenauswahl an den Weltmeisterschaften der Division I teil, bevor sie bei der Weltmeisterschaft 2005 als Letzter der ersten Division in die zweite Division abstieg. Seither pendelt sie zwischen beiden Klassen. Zudem hat die Mannschaft zwischen 1964 und 1980 mehrmals an Olympischen Winterspielen teilgenommen.

## Herren

### Olympia
- Erste Teilnahme: 1964 in Innsbruck, Platz 12
- Beste Platzierung: 1976 in Innsbruck, Platz 7
- Höchster Sieg: 9:4 gegen Bulgarien (Innsbruck, 1976)
- Höchste Niederlage: 0:8 gegen Schweden (Lake Placid, 1980)

#### Platzierungen
- 1980 Platz 8
- 1976 Platz 7
- 1968 Platz 12
- 1964 Platz 12

### Weltmeisterschaften
- Erste Teilnahme: 1931 in Krynica-Zdrój, Polen, Platz 10
- Erfolge:
  - Gewinn der Div. I 1959, 1976
  - Gewinn der Div. II 1961, 1971, 2006 und 2008
- Beste Platzierung: 1947 in Prag, Platz 7

#### Platzierungen
- 2025 – 6. Platz Division I, Gruppe A
- 2024 – 4. Platz Division I, Gruppe A
- 2023 – 5. Platz Division I, Gruppe A
- 2022 – 5. Platz Division I, Gruppe A
- 2020 – 2021: keine Austragung
- 2019 – 1. Platz Division I, Gruppe B
- 2018 – 5. Platz Division I, Gruppe B
- 2017 – 1. Platz Division II, Gruppe A
- 2016 – 6. Platz Division I, Gruppe B
- 2015 – 1. Platz Division II, Gruppe A
- 2014 – 6. Platz Division I, Gruppe B
- 2013 – 4. Platz Division I, Gruppe B
- 2012 – 4. Platz Division I, Gruppe B
- 2011 – 1. Platz Division II
- 2010 – 2. Platz Division II
- 2009 – 6. Platz Division I
- 2008 – 1. Platz Division II
- 2007 – 6. Platz Division I
- 2006 – 1. Platz Division II
- 2005 – 6. Platz Division I
- 2004 – 5. Platz Division I
- 2003 – 5. Platz Division I
- 2002 – 5. Platz Division I
- 2001 – 1. Platz Division II
- 2000 – 6. Platz, C-Gruppe
- 1999 – 2. Platz, C-Gruppe
- 1998 – 2. Platz, C-Gruppe
- 1997 – 5. Platz, C-Gruppe
- 1996 – 6. Platz, C-Gruppe
- 1995 – 8. Platz, B-Gruppe
- 1994 – 7. Platz, B-Gruppe
- 1993 – 6. Platz, B-Gruppe
- 1992 – 6. Platz, B-Gruppe
- 1991 – 3. Platz, C-Gruppe
- 1990 – 4. Platz, C-Gruppe
- 1989 – 2. Platz, D-Gruppe
- 1987 – 3. Platz, C-Gruppe
- 1986 – 2. Platz, C-Gruppe
- 1985 – 4. Platz, C-Gruppe
- 1983 – 7. Platz, B-Gruppe
- 1982 – 5. Platz, B-Gruppe
- 1981 – 5. Platz, B-Gruppe
- 1979 – 3. Platz, B-Gruppe
- 1963 – 3. Platz, B-Gruppe
- 1962 – Boykott
- 1961 – 1. Platz, C-Gruppe
- 1960 – nicht qualifiziert
- 1959 – 2. Platz, B-Gruppe
- 1948 – 1958 nicht teilgenommen
- 1947 – 7. Platz
- 1940 – 1946 keine Weltmeisterschaften
- 1938 – 13. Platz
- 1937 – 11. Platz
- 1935 – 11. Platz
- 1934 – 10. Platz
- 1933 – 9. Platz
- 1931 – 10. Platz